# Óleo combustível

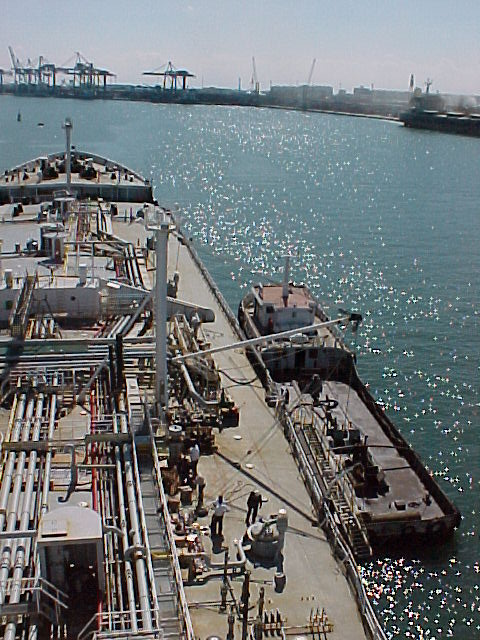
Um navio petroleiro, transporta e utiliza óleo combustível.

O óleo combustível (em inglês Fuel Oil, como é tratado em muitas empresas petrolíferas e seus clientes industriais) é um derivado de petróleo. É também tratado como óleo combustível pesado ou ainda como óleo combustível residual, é a fração residual da destilação das frações mais leves de petróleo, como a gasolina, a nafta, o querosene e o óleo diesel (embora sob certos aspectos e algumas variações, especialmente as não voláteis, este seja um óleo combustível), entre outros, designadas em geral como frações pesadas, obtidas em várias etapas e processos do refino. A sua composição bastante complexa depende não só do petróleo que o originou, como também dos processos e misturas (composições) que sofreram nas refinarias, de modo que pode-se atender a várias exigências do mercado consumidor numa ampla faixa de viscosidade, adequada às suas aplicações (fornos, caldeiras, motores pesados, etc).

## Composição
Sua composição predominantemente é de cadeias longas de hidrocarbonetos, particularmente alcanos, cicloalcanos e aromáticos. Possui entre estes compostos de carbono e hidrogênio, derivados que contêm enxofre, nitrogênio, oxigênio e pequenas quantidades de derivados compostos de metais como sódio, ferro, níquel, vanádio (os quais conferem uma certa corrosividade), entre outros.
O óleo combustível sempre deve ter um tratamento posterior à destilação fracionada para remoção de alguns destes contaminantes e para reduzir sua corrosividade.

## Classificação
Os óleos combustíveis podem ser classificados com relação a sua viscosidade, basicamente em:

### Óleos combustíveis leves
Óleos combustíveis leves são óleos de menor viscosidade. Aqui entra o óleo diesel não volátil (cuja principal característica é não inflamar em contato com chama, quando encontra-se a pressão e temperatura ambiente). No Brasil o óleo diesel é volátil. São empregados em motores de combustão por compressão de médias e altas rotações (motores diesel). 

### Óleos combustíveis pesados
São divididos por sua vez em óleos APF (de alto ponto de fluidez) e óleos BPF (baixo ponto de fluidez). São utilizados em motores de grande porte e de baixa rotação, como os motores de grandes navios.
Os óleos combustíveis podem também ser classificados quanto ao seu conteúdo de enxofre.
No Brasil, são produzidos (especialmente pela Petrobrás) em duas variedades básicas de óleos combustíveis com relação ao seu teor de enxofre:

### Óleos combustíveis "ATE" - Alto Teor de Enxofre
São óleos empregados normalmente em combustão contínua, como os maçaricos (queimadores) dos fornos de produção de produtos nos quais a presença de enxofre não seja contaminante do produto final, como cerâmicas e vidros de baixo custo e diversos materiais de construção.

### Óleos combustíveis "BTE" - Baixo Teor de Enxofre
Utilizados nas indústrias em que o baixo teor de enxofre seja muito importante na qualidade do produto final fabricado, como por exemplo, certos tipos de cerâmicas, vidros finos (cristal, por exemplo), metalurgia de metais não ferrosos; ou quando existem restrições legais quando à agressão ao meio ambiente.

## Características da combustão
A variável mais importante na aplicação em motores de um óleo combustível é o retardo de ignição,  e quanto menor for, melhor desempenho terá o óleo combustível em suas aplicações.
Pode-se definir o retardo de ignição como o tempo decorrido entre a entrada do óleo combustível na câmara de combustão do motor e o início da ignição por compressão e elevação da temperatura. Via de regra, quanto menos volátil o óleo combustível, menor o seu retardo de ignição.